# Andreas Samaris
Andreas Samaris (grekiska: Ανδρέας Σάμαρης), född 13 juni 1989, är en grekisk fotbollsspelare. Han har tidigare representerat Greklands landslag.